# Usorci (Republika Serbska)
Usorci (cyr. Усорци) – wieś w Bośni i Hercegowinie, w Republice Serbskiej, w gminie Oštra Luka. W 2013 roku liczyła 434 mieszkańców.